# Удружење Срба муслиманске вероисповести
Удружење Срба муслиманске вероисповести је невладина организација у Републици Србији основана 2015. године чији је циљ да окупља и едукује што више грађана Србије који се декларишу као Срби муслиманске вероисповести, као и да шири историјске чињенице о овој популацији.
Оснивач и председник овог удружења је бивши народни посланик и члан Српске радикалне странке, Сулејман Спахо, а удружење тренутно броји око 200 чланова.